# Saison 1936-1937 des Canadiens de Montréal
Autres saisons
Saison précédente Saison suivante
La saison 1936-1937 de hockey sur glace est la 28e saison que jouent les Canadiens de Montréal. Ils évoluent alors dans la Ligue nationale de hockey et finissent à la 1re place au classement de la Division Canadienne.

## Saison régulière

### Classement

#### Division Canadienne
|                        | PJ | V  | D  | N | BP  | BC  | Pts |
| ---------------------- | -- | -- | -- | - | --- | --- | --- |
| Canadiens de Montréal  | 48 | 24 | 18 | 6 | 115 | 111 | 54  |
| Maroons de Montréal    | 48 | 22 | 17 | 9 | 126 | 110 | 53  |
| Maple Leafs de Toronto | 48 | 22 | 21 | 5 | 119 | 115 | 49  |
| Americans de New York  | 48 | 15 | 29 | 4 | 122 | 161 | 34  |

#### Division Américaine
|                       | PJ | V  | D  | N | BP  | BC  | Pts |
| --------------------- | -- | -- | -- | - | --- | --- | --- |
| Red Wings de Détroit  | 48 | 25 | 14 | 9 | 128 | 102 | 59  |
| Bruins de Boston      | 48 | 23 | 18 | 7 | 120 | 110 | 53  |
| Rangers de New York   | 48 | 19 | 20 | 9 | 117 | 106 | 47  |
| Blackhawks de Chicago | 48 | 14 | 27 | 7 | 99  | 131 | 35  |

## Match après match

### Novembre
| No | Date        | Visiteur               | Score | Domicile               | Fiche | Pts |
| -- | ----------- | ---------------------- | ----- | ---------------------- | ----- | --- |
| 1  | 7 novembre  | Bruins de Boston       | 0-2   | Les Canadiens          | 1-0-0 | 2   |
| 2  | 12 novembre | Maroons de Montréal    | 1-2   | Les Canadiens          | 2-0-0 | 4   |
| 3  | 15 novembre | Les Canadiens          | 1-2   | Bruins de Boston       | 2-1-0 | 4   |
| 4  | 17 novembre | Les Canadiens          | 2-5   | Americans de New York  | 2-2-0 | 4   |
| 5  | 19 novembre | Americans de New York  | 2-3   | Les Canadiens          | 3-2-0 | 6   |
| 6  | 21 novembre | Rangers de New York    | 1-3   | Les Canadiens          | 4-2-0 | 8   |
| 7  | 24 novembre | Les Canadiens          | 2-2   | Maroons de Montréal    | 4-2-1 | 9   |
| 8  | 26 novembre | Maple Leafs de Toronto | 4-2   | Les Canadiens          | 4-3-1 | 9   |
| 9  | 28 novembre | Les Canadiens          | 2-4   | Maple Leafs de Toronto | 4-4-1 | 9   |
| 10 | 29 novembre | Les Canadiens          | 2-1   | Blackhawks de Chicago  | 5-4-1 | 11  |

### Décembre
| No | Date        | Visiteur              | Score | Domicile              | Fiche  | Pts |
| -- | ----------- | --------------------- | ----- | --------------------- | ------ | --- |
| 11 | 5 décembre  | Bruins de Boston      | 3-4   | Les Canadiens         | 6-4-1  | 13  |
| 12 | 10 décembre | Les Canadiens         | 1-2   | Red Wings de Détroit  | 6-5-1  | 13  |
| 13 | 12 décembre | Les Canadiens         | 2-2   | Maroons de Montréal   | 6-5-2  | 14  |
| 14 | 15 décembre | Red Wings de Détroit  | 3-4   | Les Canadiens         | 7-5-2  | 16  |
| 15 | 19 décembre | Rangers de New York   | 2-4   | Les Canadiens         | 8-5-2  | 18  |
| 16 | 20 décembre | Les Canadiens         | 3-5   | Rangers de New York   | 8-6-2  | 18  |
| 17 | 22 décembre | Blackhawks de Chicago | 1-4   | Les Canadiens         | 9-6-2  | 20  |
| 18 | 27 décembre | Les Canadiens         | 5-2   | Red Wings de Détroit  | 10-6-2 | 22  |
| 19 | 29 décembre | Les Canadiens         | 1-5   | Blackhawks de Chicago | 10-7-2 | 22  |

### Janvier
| No | Date       | Visiteur               | Score | Domicile               | Fiche   | Pts |
| -- | ---------- | ---------------------- | ----- | ---------------------- | ------- | --- |
| 20 | 2 janvier  | Americans de New York  | 1-5   | Les Canadiens          | 11-7-2  | 24  |
| 21 | 3 janvier  | Les Canadiens          | 4-2   | Americans de New York  | 12-7-2  | 26  |
| 22 | 5 janvier  | Les Canadiens          | 2-4   | Maroons de Montréal    | 12-8-2  | 26  |
| 23 | 7 janvier  | Maple Leafs de Toronto | 1-4   | Les Canadiens          | 13-8-2  | 28  |
| 24 | 9 janvier  | Les Canadiens          | 1-2   | Maple Leafs de Toronto | 13-9-2  | 28  |
| 25 | 12 janvier | Red Wings de Détroit   | 1-4   | Les Canadiens          | 14-9-2  | 30  |
| 26 | 16 janvier | Maroons de Montréal    | 0-5   | Les Canadiens          | 15-9-2  | 32  |
| 27 | 19 janvier | Les Canadiens          | 1-1   | Rangers de New York    | 15-9-3  | 33  |
| 28 | 24 janvier | Les Canadiens          | 4-1   | Blackhawks de Chicago  | 16-9-3  | 34  |
| 29 | 26 janvier | Les Canadiens          | 3-1   | Maple Leafs de Toronto | 17-9-3  | 36  |
| 30 | 28 janvier | Blackhawks de Chicago  | 5-6   | Les Canadiens          | 18-9-3  | 38  |
| 31 | 30 janvier | Americans de New York  | 4-0   | Les Canadiens          | 18-10-3 | 39  |
| 32 | 31 janvier | Les Canadiens          | 3-2   | Americans de New York  | 19-10-3 | 41  |

### Février
| No | Date       | Visiteur               | Score | Domicile              | Fiche   | Pts |
| -- | ---------- | ---------------------- | ----- | --------------------- | ------- | --- |
| 33 | 2 février  | Les Canadiens          | 1-0   | Bruins de Boston      | 20-10-3 | 43  |
| 34 | 4 février  | Bruins de Boston       | 6-2   | Les Canadiens         | 20-11-3 | 43  |
| 35 | 11 février | Red Wings de Détroit   | 2-3   | Les Canadiens         | 21-11-3 | 45  |
| 36 | 13 février | Maroons de Montréal    | 5-1   | Les Canadiens         | 21-12-3 | 45  |
| 37 | 16 février | Les Canadiens          | 2-1   | Americans de New York | 22-12-3 | 47  |
| 38 | 21 février | Les Canadiens          | 2-2   | Bruins de Boston      | 22-12-4 | 48  |
| 39 | 25 février | Maple Leafs de Toronto | 3-1   | Les Canadiens         | 22-13-4 | 48  |
| 40 | 27 février | Americans de New York  | 2-3   | Les Canadiens         | 23-13-4 | 50  |
| 41 | 28 février | Les Canadiens          | 0-0   | Red Wings de Détroit  | 23-13-5 | 51  |

### Mars
| No | Date    | Visiteur               | Score | Domicile               | Fiche   | Pts |
| -- | ------- | ---------------------- | ----- | ---------------------- | ------- | --- |
| 42 | 4 mars  | Les Canadiens          | 3-4   | Blackhawks de Chicago  | 23-14-5 | 51  |
| 43 | 6 mars  | Les Canadiens          | 1-3   | Maple Leafs de Toronto | 23-15-5 | 51  |
| 44 | 9 mars  | Maroons de Montréal    | 4-1   | Les Canadiens          | 23-16-5 | 51  |
| 45 | 13 mars | Rangers de New York    | 0-1   | Les Canadiens          | 24-16-5 | 53  |
| 46 | 16 mars | Les Canadiens          | 1-1   | Maroons de Montréal    | 24-16-6 | 54  |
| 47 | 18 mars | Maple Leafs de Toronto | 2-1   | Les Canadiens          | 24-17-6 | 54  |
| 48 | 21 mars | Les Canadiens          | 1-3   | Rangers de New York    | 24-18-6 | 54  |

## Transactions
- Le 1er septembre 1936 : Échange Howie Morenz aux Rangers de New York par les Canadiens de Montréal en retour d'une somme d'argent.

- Le 10 septembre 1936 : Échange Leroy Goldsworthy aux Bruins de Boston avec Sammy McManus et une somme d'argent de 10,000$ par les Canadiens de Montréal en retour de Babe Siebert et de Roger Jenkins.

- Le 24 novembre 1936 : George Hainsworth signe comme joueur autonome avec les Canadiens de Montréal.